# L'Ange exterminateur et les démons maléfiques interrompant les orgies des vicieux et des insatiables
Pour les articles homonymes, voir L'Ange exterminateur.
L'Ange exterminateur et les démons maléfiques interrompant les orgies des vicieux et des insatiables est une huile sur toile de William Etty.
Elle représente un ange exterminateur et un groupe de démons attaquant un temple où les hommes sont en fuite ou évanouis, impuissants contre les assaillants. L'œuvre est exposée pour la première fois en 1832, et Joseph Whitworth en fait don cinquante ans plus tard à la Manchester Art Gallery, où le public peut la voir aujourd'hui.
En anglais, la toile est désignée sous les appellations suivantes :,
- The Destruction of the Temple of Vice
- The Destroying Angel and Daemons of Evil Interrupting the Orgies of the Vicious and Intemperate
- The Destroying Angel and Daemons Inflicting Divine Vengeance on the Wicked and Intemperate